# Kandahar (distrikt)
Kandahar är ett distrikt i Afghanistan. Det ligger i provinsen Kandahar, i den centrala delen av landet, 500 kilometer sydväst om huvudstaden Kabul. Administrativt centrum är provinshuvudstaden Kandahar.
Det intilliggande distriktet Dand är ett av Afghanistans 24 provisoriska distrikt (2022), och anges ibland vara sammanslaget med distriktet Kandahar.
Distriktet Kandahar (utan Dand) beräknades år 2022 ha cirka 671 000 invånare.